# Castell d'Aiòder
El Castell d'Aiòder (Alt Millars, País Valencià) està situat en el marge esquerre de la Rambla de Vilamalur i sobre un turó de 542 metres d'altitud. Es tracta d'un castell medieval d'origen àrab de planta irregular, presidit per una imponent torre major excèntrica, que serveix de torre de guaita.

## Història
El castell va pertànyer als dominis de Zayd Abu Zayd i posteriorment el cediria al seu fill i després passaria a l'església i a la Corona, per a finalment pertànyer a diferents famílies nobles. En 1611, després de l'expulsió dels moriscs, se li va concedir carta pobla, quedant com cap de la baronia d'Aiòder. En 1837, durant la primera Guerra Carlina, les forces conservadores van ocupar la població.

## Descripció
El castell, de planta irregular dispersa, comptava amb diversos recintes que anaren evolucionant cap a una fesomia cristiana, transformant-se en un castell de tipus senyorial.
Entre les seves ruïnes destaca per la seva conservació la torre de l'homenatge de base quadrada, amb tres o quatre plantes i escala en angle, la qual està construïda en maçoneria, sobre base de pedres de gran grandària en fileres regulars. Comptava amb finestres en totes les seves plantes.